# Bataille d'Angleterre
Cet article concerne le fait historique. Pour le film de guerre, voir La Bataille d'Angleterre.
 (janvier 2013).
Si vous disposez d'ouvrages ou d'articles de référence ou si vous connaissez des sites web de qualité traitant du thème abordé ici, merci de compléter l'article en donnant les références utiles à sa vérifiabilité et en les liant à la section « Notes et références ».
Seconde Guerre mondiale
Batailles
Front d'Europe de l'Ouest
- Campagnes du Danemark et de Norvège
- Bataille de France
- Bataille de Belgique
- Bataille des Pays-Bas
- Bataille d'Angleterre
- Blitz
- Opération Myrmidon
- Opération Ambassador
- Raid de Dieppe
- Sabordage de la flotte française à Toulon
- Bataille aérienne de Berlin
- Bataille de Normandie
- Débarquement de Provence
- Libération de la France
- Campagne de la ligne Siegfried
- Bataille du Benelux
- Poche de Breskens
- Bataille des Vosges (Bruyères)
- Bataille des Ardennes
- Bataille de Saint-Vith
- Siège de Bastogne
- Opération Bodenplatte
- Opération Nordwind
- Campagne de Lorraine
- Bataille d'Alsace (Forêt de la Hardt, Poche de Colmar Jebsheim)
- Campagne d'Allemagne
- Raid de Granville
- Libération d'Arnhem
- Bataille de Groningue
- Insurrection géorgienne du Texel
- Bataille de Slivice
- Capitulation allemande

Front d’Europe de l’Est

Campagnes d'Afrique, du Moyen-Orient et de Méditerranée

Bataille de l’Atlantique

Guerre du Pacifique

Guerre sino-japonaise

Théâtre américain
La bataille d'Angleterre (nom français pour l'anglais : Battle of Britain), qui s'est déroulée de juillet 1940 à octobre 1940, suivie par le blitz jusqu'à mai 1941, opposa principalement les Britanniques aux Allemands au moyen de l'aviation et marqua une étape décisive dans le cours de la Seconde Guerre mondiale, parce qu'elle mit un terme à la série de victoires éclairs et éclatantes des Allemands.
La campagne aérienne finale, marquée par les bombardements de Coventry et de Londres, est souvent désignée par l'expression « le Blitz ». Cette opération de grande ampleur était menée par la Luftwaffe pour détruire la Royal Air Force, annihiler la production aéronautique britannique et anéantir les infrastructures aéroportuaires afin de permettre à l'armée allemande d'envahir le Royaume-Uni. Un autre objectif était de terroriser la population britannique et de pousser son gouvernement à faire la paix avec l'Allemagne.

## Le contexte historique
En mai 1940, après 8 mois de « drôle de guerre », l'Allemagne attaque les Pays-Bas, la Belgique et la France. Dès le 20 mai, la situation de l'armée française est catastrophique : les Allemands ont atteint la Manche, coupant l'armée française en deux.
Le corps expéditionnaire britannique abandonne le combat en France et parvient pour une bonne part à échapper à l'anéantissement au cours de la bataille de Dunkerque en rembarquant vers l'Angleterre (Opération Dynamo: fin mai-début juin) mais laisse en France 2 500 canons, 60 000 véhicules et 450 chars.
Après cinq semaines de combats, l'armée française battant en retraite devant l'avancée allemande, le maréchal Pétain, devenu président du Conseil le 16 juin, signe l'armistice avec l'Allemagne le 22. Le Royaume-Uni poursuit seul le combat, avec l'appui de plusieurs gouvernements en exil et de l'embryon de la France libre (appel du général de Gaulle le 18 juin).
Le Royaume-Uni, dirigé par Winston Churchill, continue la guerre en bombardant des villes allemandes, contraignant Hitler à tenter d'envahir l'Angleterre (Opération Seelöwe). Un débarquement paraissant impossible dès l'été 1940, Hitler lance une des plus grandes opérations aériennes de l'Histoire. Il faut cependant souligner que durant le cours de la bataille d'Angleterre, la détermination à envahir l'Angleterre n'a pas été constante dans l'esprit d'Adolf Hitler. Par ailleurs, seul Hermann Göring semble avoir été partisan de cette stratégie. La marine comme l'armée de terre allemande étaient perplexes et même au sein de la Luftwaffe, l'optimisme de Göring quant aux chances de destruction de la Royal Air Force — condition sine qua non du succès de l'invasion — ne faisait pas consensus. Le général d'aviation Felmy avait précédemment estimé impossible de mener avec succès une telle entreprise.

## Les forces en présence

### La Royal Air Force et la Luftwaffe

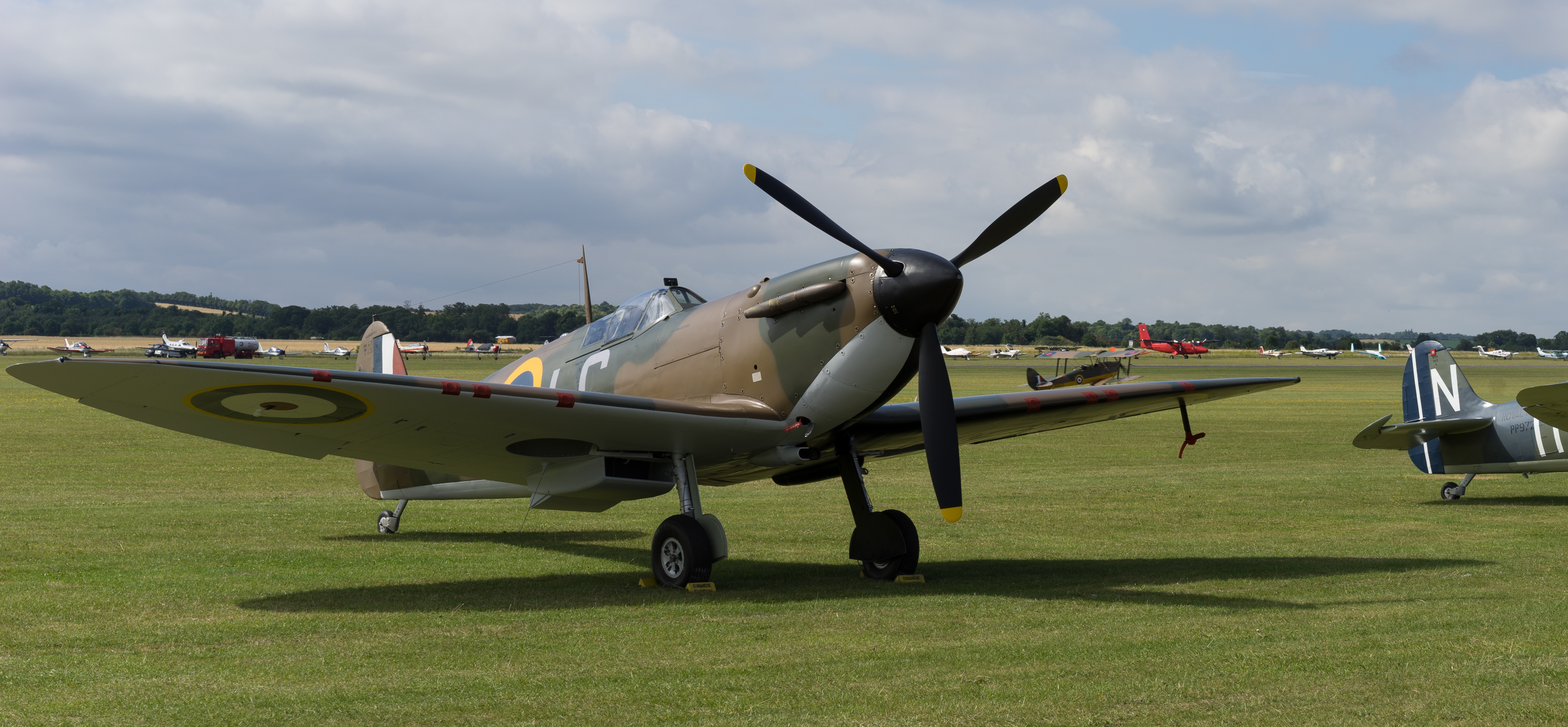
Supermarine Spitfire Mk I.

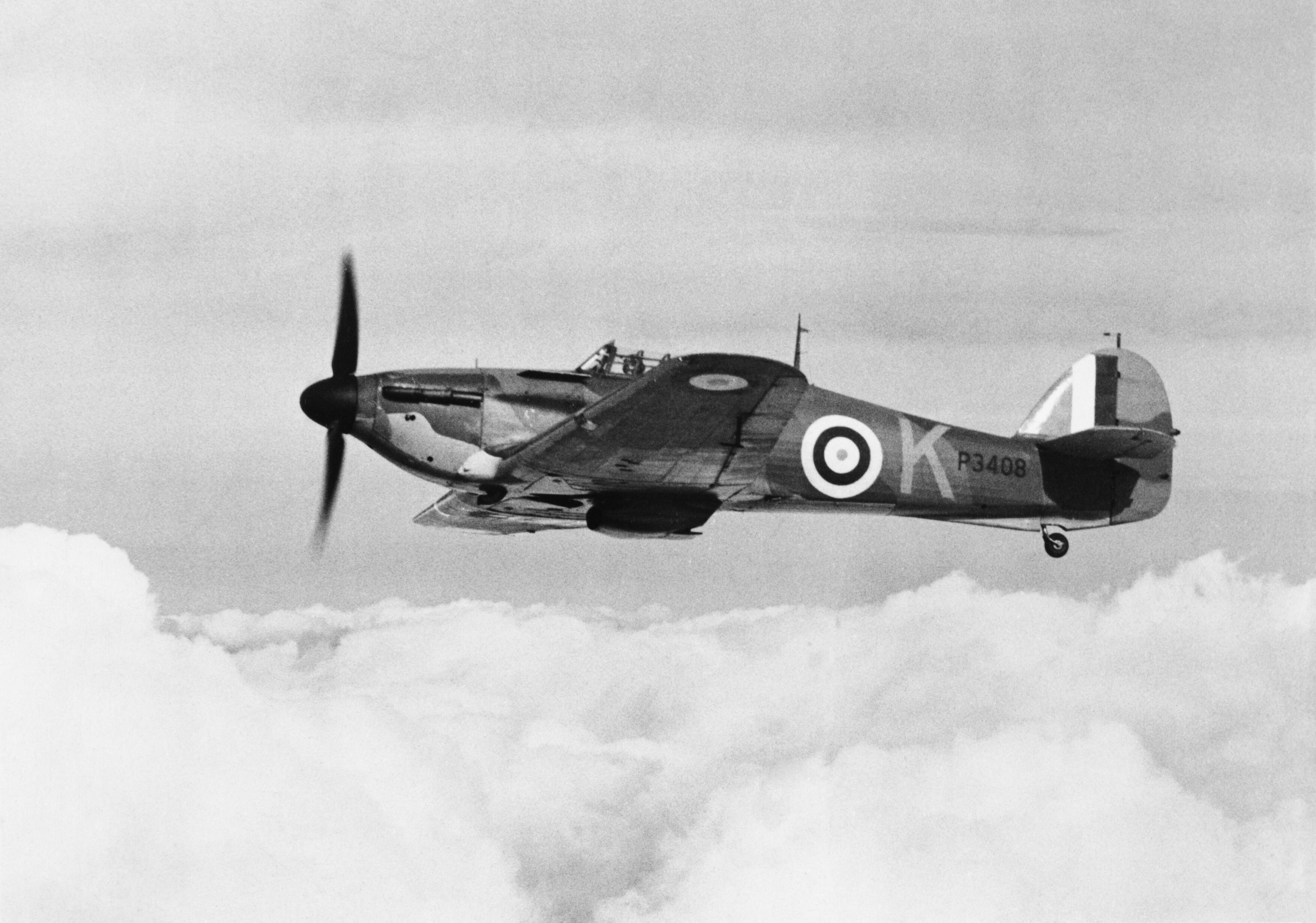
Hawker Hurricane Mk I, octobre 1940.

Du côté britannique, le poids de la bataille d'Angleterre va reposer presque exclusivement sur deux types de chasseurs : le Hawker Hurricane et le Supermarine Spitfire qui possèdent le même moteur Rolls Royce Merlin et un armement identique : huit mitrailleuses Browning de 7,7 mm. Solide et robuste, le Hurricane est une meilleure plate-forme de tir mais est moins rapide et moderne que le Spitfire ; plus maniable que le Messerschmitt Bf 109 allemand. Assez tôt dans la bataille, en raison de leurs caractéristiques respectives, les Hurricanes seront prioritairement affectés à la destruction des bombardiers alors que les Spitfires s'occuperont surtout des chasseurs allemands.

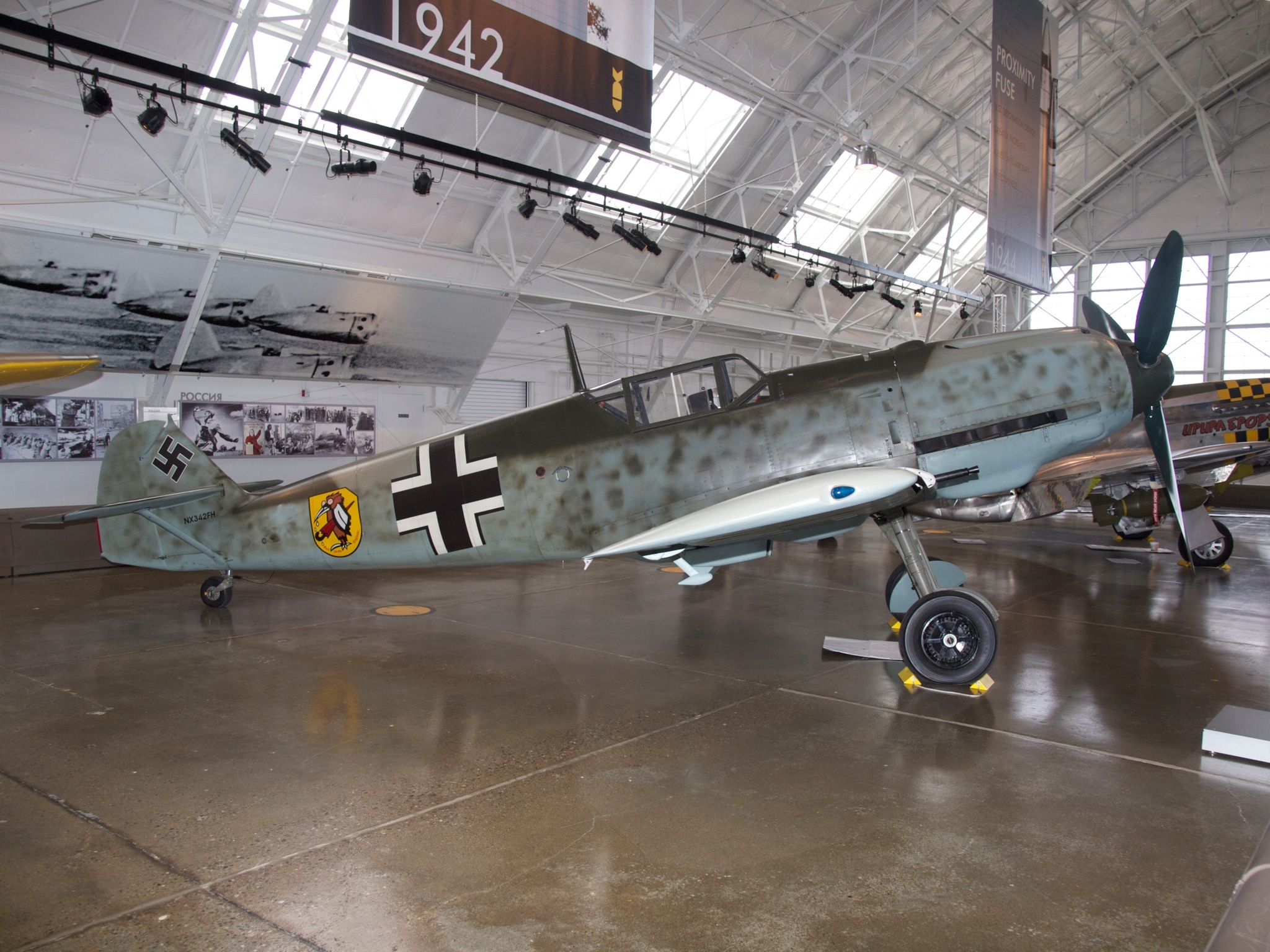
Messerschmitt Bf 109E-3.

Côté allemand, le chasseur principal est le Bf 109E, équipé d'un moteur Daimler Benz DB 601 A1 à injection directe qui ne coupe pas pendant certaines manœuvres violentes au contraire du Rolls-Royce Merlin britannique à carburateur. Autre différence, il possède deux canons de 20 mm et deux mitrailleuses de 7,92 mm. Bien que plus rapide que les Spitfire Mk I, il sera très handicapé par sa faible autonomie qui bridera les pilotes allemands et les rendra moins efficaces : il ne pouvait voler au-dessus de l'Angleterre que pendant 15 minutes.

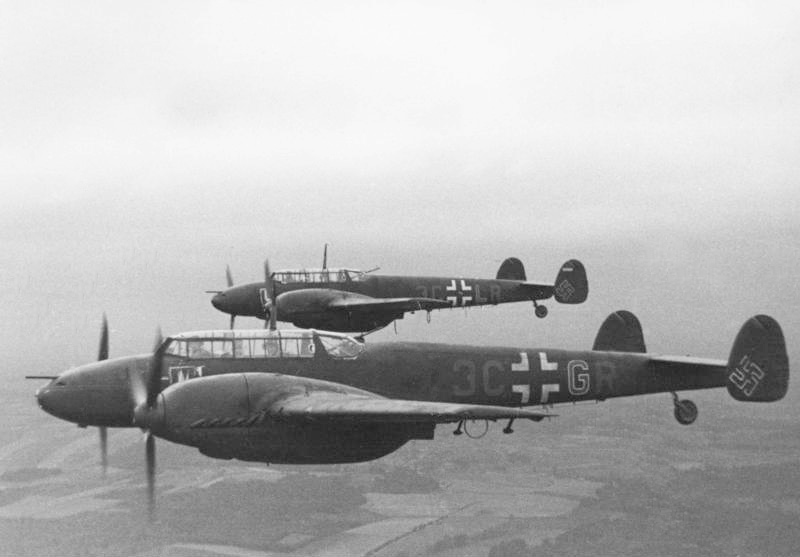
Messerschmitt Bf 110.

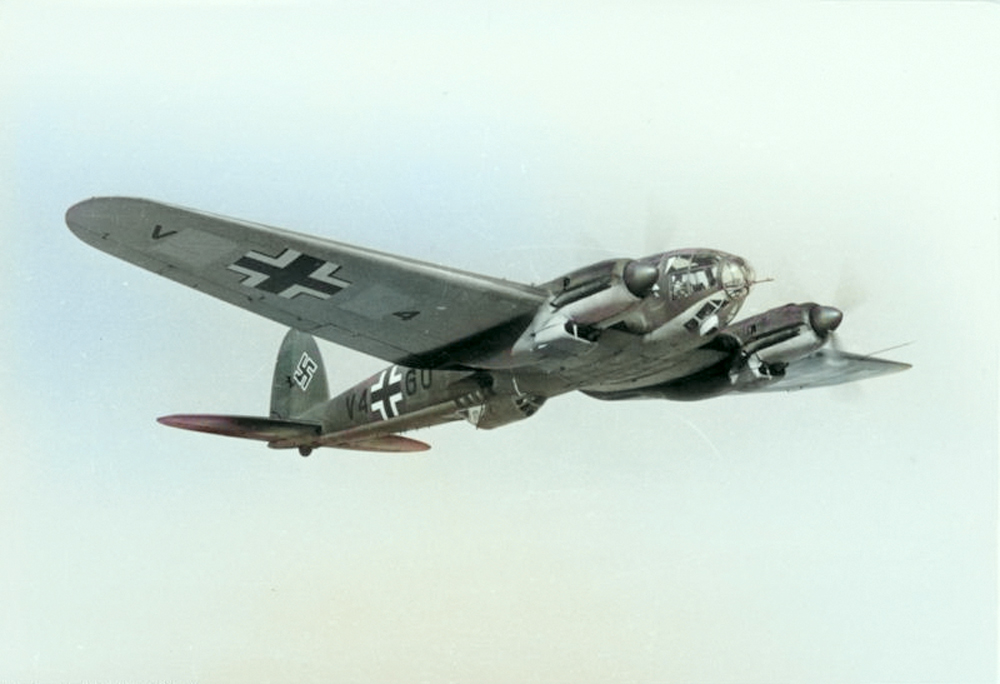
Heinkel He 111.

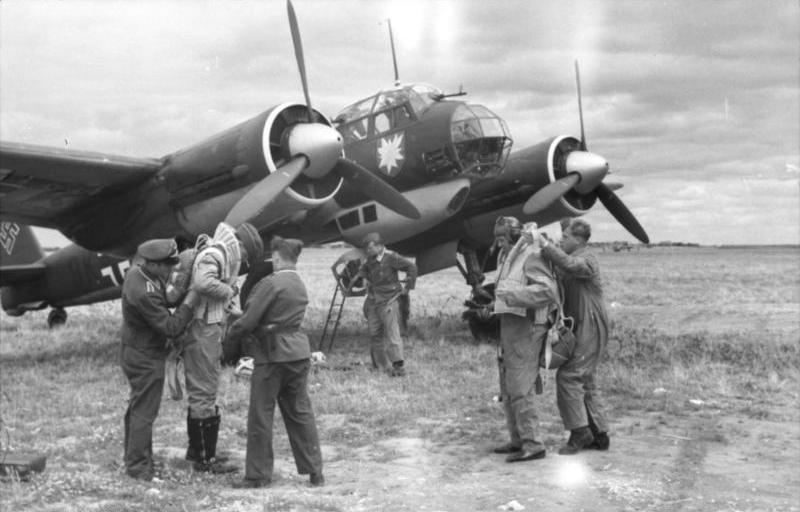
Ju 88 A-1 du I./KG 51 („Edelweiß-Geschwader“), 1940.

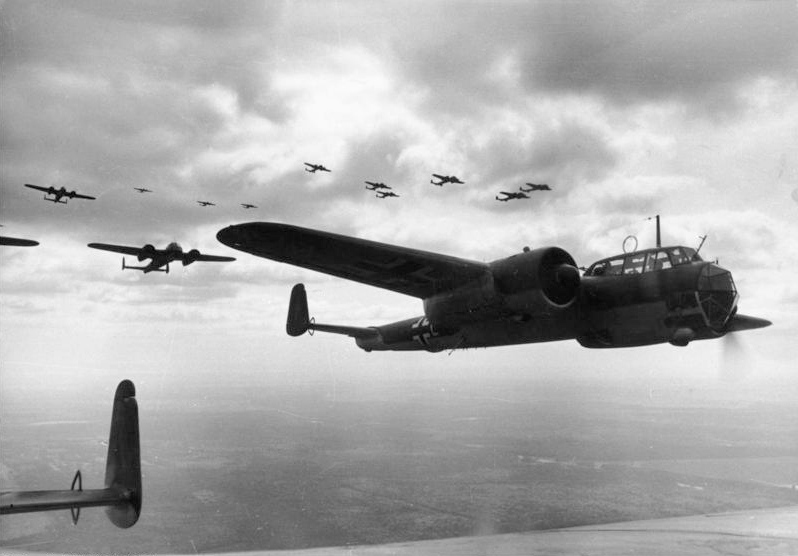
Do 17Z-1 en 1940 pendant la campagne de France.

Le chasseur lourd bimoteur Bf 110 possède une autonomie supérieure mais, malgré son puissant armement de deux canons et quatre mitrailleuses dans le nez, il est surclassé par les chasseurs britanniques bien plus manœuvrants. Il sera par conséquent décimé.
Trois types de bombardiers bimoteurs (environ 1 000) : le Heinkel He 111, le Junkers Ju 88 et le Dornier Do 17 assez modernes surtout les deux premiers, sont utilisés par l'armée allemande. Ils souffrent toutefois d'un manque d'armement défensif. Enfin, le bombardier en piqué monomoteur Ju 87 Stuka, bien qu'efficace contre des cibles terrestres, est peu utile dans ce type d'attaque et est très vulnérable en raison de sa lenteur et de son manque d'armement défensif.
Au début de la bataille, les Britanniques sont en infériorité numérique avec environ 600 Hurricane et Spitfire face à 2 500 avions allemands dont environ 1 200 Bf 109E et Bf 110. Cependant, par la suite, les pertes de la Luftwaffe et l'augmentation de la capacité de fabrication britannique améliorent progressivement le rapport des forces en faveur des Britanniques, qui en outre bénéficient de l'avantage de combattre au-dessus d'un territoire allié, alors que les pilotes allemands abattus qui ont survécu sont capturés.

### L'intervention italienne: l'envoi duCorpo Aereo Italiano
Mussolini déclara la guerre à la France et à l'Angleterre le 10 juin 1940. Dès le lendemain, les bombardiers de la Royal Air Force attaquèrent Milan et Turin. La guerre commença mal pour l'Italie : le 14 juin, les avions et les croiseurs de la Marine française bombardèrent Gênes, Vado Ligure et Savone lors de l'opération Vado ; l'aviation française d'Afrique du Nord harcela les bases navales de Sicile et Sardaigne. Pire encore, l'infanterie française, luttant à 1 contre 5, remporta la bataille des Alpes en stoppant l'offensive italienne.

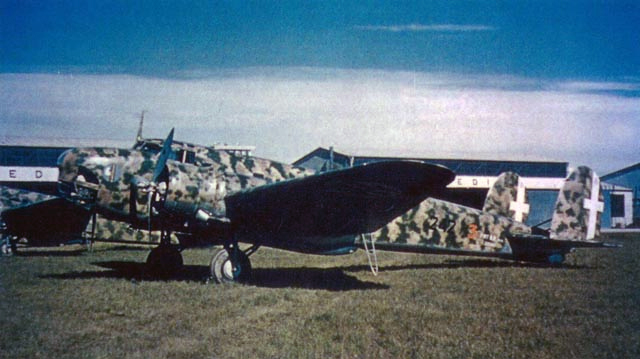
Bombardier Fiat BR.20 Cicogna

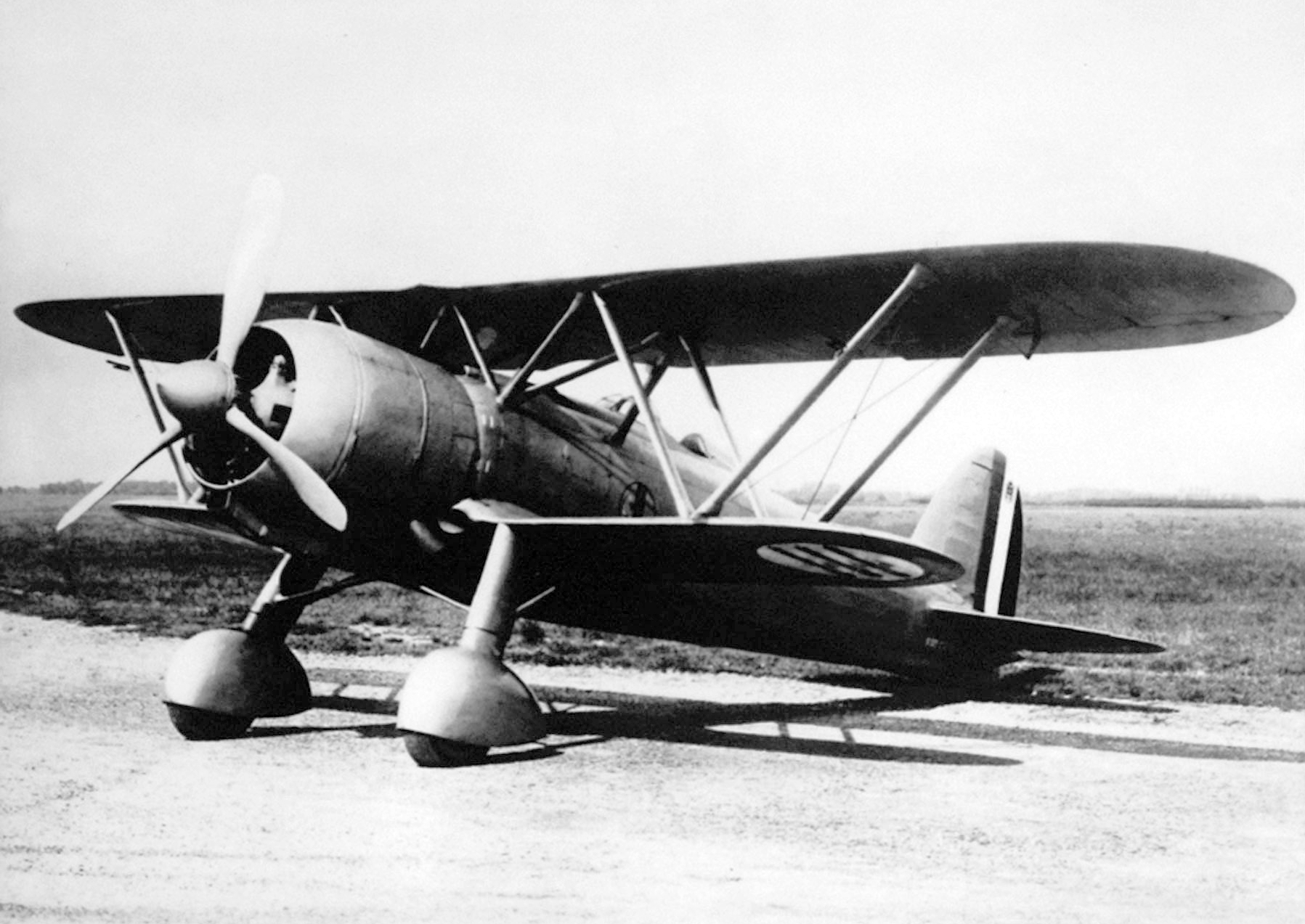
Chasseur Fiat CR 42 Falco

Mussolini avait donc besoin de redorer son blason et proposa son aide à la Luftwaffe pour attaquer l'Angleterre. Mais les Allemands ne voulaient pas partager la victoire avec les Italiens et firent traîner les négociations. Ce n'est qu'en septembre, alors que la bataille était perdue, que la Luftwaffe accepta l'aide italienne. Le corps aérien italien, fort de 200 appareils (dont seulement 80 bombardiers Cicogna BR20) fut envoyé en Belgique occupée pour attaquer l'Angleterre. Du fait de nombreux problèmes de coordination avec les Allemands, le Corpo Aereo Italiano ne put lancer sa première attaque avant le 24 octobre 1940. Malheureusement pour eux, les Italiens étaient équipés d'avions dépassés, peu performants face aux Hurricanes et Spitfires, comme le chasseur Fiat 42 — un biplan ! — ou le bombardier BR 20 « Cicogna », très maniable et rapide, mais mal protégé et faiblement armé. Les attaques de la Regia Aeronautica contre les villes côtières anglaises furent meurtrières au regard du nombre de civils tués, mais finalement peu efficaces. Le 11 novembre 1940, les Italiens lancèrent 10 bombardiers et 42 chasseurs dans la bataille. Les Britanniques perdirent deux appareils, mais abattirent ou endommagèrent gravement une quinzaine d'avions italiens. Ce combat fut surnommé « spaghetti party » par les Britanniques, qui retrouvèrent des provisions et des bouteilles de vin dans les carcasses des avions italiens — comme si les Transalpins étaient partis en pique-nique. Dès lors, les Italiens se concentrèrent sur des attaques nocturnes puis se retirèrent progressivement fin 1940 - début 1941.
Cette intervention italienne ne permit pas de « sauver » la Luftwaffe, mais elle mit au jour de graves désaccords entre les partenaires de l'Axe : les Italiens ayant le sentiment — fondé — d'avoir été pris pour des « bouche-trous », les Allemands comprenant que leur allié n'avait ni les moyens ni la volonté de leur apporter un soutien efficace.

### L'organisation de la Royal Air Force en 1940
La chaîne de commandement de la RAF est double. Il y a d'une part une structure organique, et d'autre part, une structure géographique.
En 1955, le lieutenant d'aviation John Holloway, officier de la RAF en service actif, se lança dans un défi personnel : dresser la liste complète des « few » désignant les pilotes alliés de la Royal Air Force qui se battirent lors de la bataille d'Angleterre. Après quatorze ans de recherche, il dénombra 2 946 noms. Les équipages britanniques comptaient 2 353 personnes (80 %) impliqués, avec 407 Britanniques tués sur un total de 510 pertes,,,.
Des unités étrangères intégrées à la RAF combattent aux côtés des soldats de l'Empire britannique : de nombreux Polonais, Tchèques et Slovaques, Canadiens, Américains, Belges et Français libres…
| Commonwealth ou colonie britannique | Pilotes | Nation          | Pilotes |
| Nouvelle-Zélande                    | 101–127 | Pologne         | 145–147 |
| Canada                              | 94–112  | Tchécoslovaquie | 87–89   |
| Australie                           | 21–32   | Belgique        | 29      |
| Afrique du Sud                      | 22–25   | France libre    | 13–14   |
| Raj britannique                     | 8       | Irlande         | 10      |
| Rhodésie du Sud                     | 2–3     | États-Unis      | 6       |
| Palestine                           | 1       |                 |         |
| Jamaïque                            | 1       |                 |         |
| Barbade                             | 1       |                 |         |

Ils savent que le Royaume-Uni est le dernier territoire leur permettant de continuer le combat.

#### La structure géographique
La RAF est divisée en quatre "Groups" (Groupes, en français plutôt « régions aériennes ») couvrant l'ensemble du Royaume-Uni :
- Le 10e Group, commandé par l'Air Vice Marshall Sir Christopher Quintin Brand (en), couvrait le sud-ouest de l'Angleterre avec un QG basé à RAF Rudloe Manor (en).
- Le 11e Group, commandé par l'Air Vice Marshall Keith Park, couvrait le Sud-est de l'Angleterre et Londres avec un QG basé à RAF Uxbridge.
- Le 12e Group, commandé par l'Air Vice Marshall Trafford Leigh-Mallory, couvrait les Midlands d'Angleterre avec un QG à RAF Hucknall (en).
- Le 13e Group, commandé par l'Air Vice Marshall Richard Saul, couvrait l'Écosse et l'Irlande du Nord avec un QG à Newcastle upon Tyne.

Chaque Group comportait un nombre plus ou moins important de sectors (secteurs) (sept pour le Group 11)

#### La structure organique
La structure organique, bien que calquée sur la structure géographique, obéit à une logique opérationnelle. Les avions sont regroupés en Commands (Commandements) en fonction de leurs missions :
- Le Bomber Command est responsable de toutes les unités de bombardement.
- Le Coastal Command est responsable de toutes les unités de patrouille maritime.
- Le Training Command est responsable de la formation des nouveaux pilotes.
- Le Fighter Command regroupait toutes les unités de chasseurs.

Comme le Fighter Command a eu la part la plus importante dans la bataille, voici son organisation.
En 1940, le commandant du Fighter Command est l'Air Marshall Sir Hugh « Stuffy » Dowding. Artisan de la victoire de la RAF, il s'oppose à Churchill qui voulait envoyer plus d'avions sur le continent. Le quartier général du Fighter Command était situé à Stanmore, dans la banlieue de Londres.
Chaque sector abritait une wing (escadre), réparti entre une base de secteur et des aérodromes satellites. La wing était composé de deux ou plusieurs squadrons (escadron) de douze avions.
Au 10 juillet 1940, près de 570 Spitfire et Hurricane sont prêts à faire face aux assauts allemands.

#### La couverture radar et la procédure d'interception

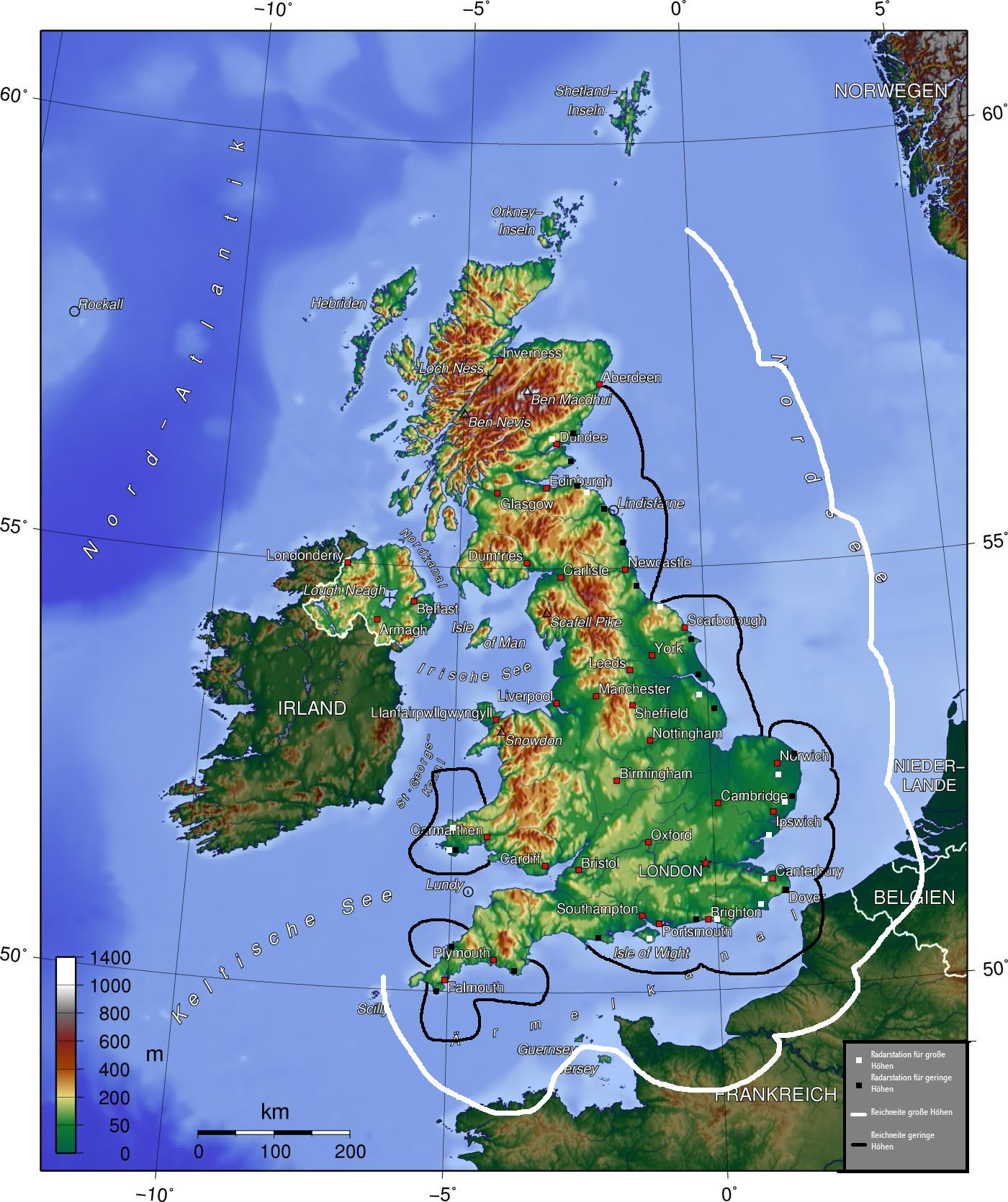
Carte de la couverture des radars britanniques en 1940

Contrairement à une idée répandue, le radar n'était pas l'apanage des Britanniques. Ainsi, les Allemands disposaient d'une avance théorique sur leurs adversaires, alors que ces derniers avaient acquis un avantage décisif en s'attaquant plus tôt que les autres aux aspects pratiques. Le brevet du radar est déposé en 1935 par Sir Robert Watson-Watt. L'état-major de la RAF saisit immédiatement l'importance d'un tel système. Un total de soixante installations est construit sur l'ensemble des côtes britanniques, la Chain Home. La procédure d'interception était la suivante :
- une formation d'avions est repérée sur les écrans des radars ;
- les données sont interprétées par les opérateurs et transmises au quartier général du Fighter Command ;
- le quartier général synthétise les informations et, en fonction des menaces, il transmet des ordres aux différents secteurs.

En 1940, le système est rodé même s'il y a toujours des erreurs possibles : en juillet, une formation de trois appareils envoyés intercepter un appareil unique se retrouve face à vingt chasseurs allemands. Plus dramatiquement, des avions « amis » sont pris pour des « ennemis » et détruits. Par la suite un « boîtier réfléchissant » au radar, est installé dans les avions alliés pour les repérer plus facilement sur les écrans. Mais cette mesure n'a pas concerné l'ensemble de la flotte.

### L'organisation de la Luftwaffe en 1940
La Luftwaffe est officiellement annoncée en 1935. La structure est identique en 1940.
Le commandant en chef de la Luftwaffe était Hermann Göring. La Luftwaffe est divisée en Luftflotten (flottes aériennes) d'environ 1 000 avions chacune. Les Luftflotten rassemblaient des Fliegerkorps (corps d'armée aérienne) pour les bombardiers et des Jagdfliegerführer (commandants de la chasse) responsables d'environ 500 avions.
Les appareils étaient regroupés en Geschwader (escadres) de composition identique :
- Jagdgeschwader JG (escadres de chasse) composées de 94 Messerschmitt Bf 109.
- ZerstörerGeschwader ZG (escadres de chasseurs lourds) composées de 94 Messerschmitt Bf 110.
- Stukageschwader StG (escadres de bombardiers en piqué) composées de 94 Junkers Ju 87 Stuka.
- Kampfgeschwader KG (escadres de combat, selon le modèle prussien d'analyse stratégique, en l'occurrence, escadres de bombardement) composées de 94 bombardiers Junkers Ju 88, Dornier Do 17, Heinkel He 111

Il est nécessaire de distinguer, en aviation, les termes d'escadrille, de groupe et d'escadre, qui désignent des unités, ou éléments d'unités, très différents. En 1939-45, l'escadrille n'était pas une unité autonome mais la moitié (France, Royaume-Uni) ou le tiers (Allemagne) d'un groupe, qui était lui-même la moitié ou le tiers (surtout en Allemagne) d'une escadre. Il n'y avait pas d'équivalent britannique de la Jagdgeschwader allemande ni même de l'escadre française de deux groupes (24 à 36 avions chacun dans la chasse), parfois trois. Les wings de la RAF étaient en 1940 des groupements ad hoc de 2 squadrons (groupes) de 16 avions chacun, dont au maximum 12 en vol, parfois de 3 squadrons et la composition de ces wings de la RAF variait en fonction des périodes et des besoins. Ces wings étaient, en français, des escadres.
Adolf Galland a d'abord commandé, pendant cette dure bataille, le groupe de chasse III/JG 26, donc le IIIe groupe (3 escadrilles) de la 26e Jagdgeschwader (escadre de chasse). Les numéros des JG étaient plus ou moins aléatoires ; il n'existait que neuf (9) JG en été 1940, plus trois groupes de chasse divers, dont un à effectif réduit. Il n'existait pas de JG 1 ni de JG 4 à 25 incluses, 27 à 50 incluses ni 55 à 76 incluses. Les JG à effectifs complets qui existaient en été 1940 étaient les suivantes : JG 2 et 3, 26 et 27, 51 à 54 et 77. Chaque JG comprenait trois groupes d'environ 38 à 40 avions chacun en principe, plus les 4 avions de l'état-major d'escadre : son effectif théorique total était de 120 à 124 avions et pilotes mais il n'était que rarement réalisé en raison du manque d'avions et de pilotes de remplacement. Le nombre réel d'avions était plutôt de 100 à 110 (dans la chasse) et souvent très inférieur à cause des pertes. Certains auteurs[Qui ?] ont trop tendance à écrire qu'un groupe de chasse allemand participant à tel ou tel combat comptait 40 avions (124 pour une escadre au complet), ce qui est toujours impossible car c'était l'effectif théorique maximal, y compris les avions non disponibles (détruits et non encore remplacés, endommagés et en réparation, ou subissant l'entretien indispensable). Par exemple, le groupe III/JG 26 avait de 30 à 26, 18 et même 13 avions disponibles suivant les jours, les pertes et les recomplètements, et de 29 à 10 pilotes de chasse utilisables au combat. En particulier, le nombre de pilotes allemands capables de participer à des missions de guerre était même, souvent, encore nettement inférieur au nombre d'avions disponibles (prêts pour le combat). Les effectifs allemands en avions et en pilotes baissèrent souvent dans une très forte proportion en raison des pertes subies au combat ou par accident, et ce malgré les livraisons (insuffisantes) d'avions de recomplément et les arrivées de pilotes formés et entraînés mais novices, donc très vulnérables pendant leurs premières missions, et en nombre insuffisant. Ces problèmes d'effectifs matériels et humains montrent clairement que l'Allemagne n'était pas en mesure de vaincre les Britanniques dans le ciel. La production de chasseurs britanniques était très supérieure en nombre à celle de l'Allemagne et bénéficiait en outre de plusieurs avantages techniques qui allaient de pair avec un effectif de pilotes qui, progressivement, se maintint en nombre suffisant par rapport aux disponibilités humaines allemandes, ceci contrairement à une légende héroïque entretenue par la propagande.
Les pertes terribles subies (des deux côtés) par les nouveaux pilotes, certes bien entraînés — au moins au début — mais inexpérimentés, pendant leurs 5 à 10 premières missions de guerre, ont amené les Allemands à ajouter un « Groupe de complément » à chaque escadre de chasse. Ayant un effectif réduit par rapport aux autres, ce groupe était chargé de donner aux pilotes novices le maximum de connaissances utiles au combat en les faisant profiter de l'expérience acquise jusque-là et en les faisant participer à des combats simulés contre des pilotes expérimentés de la même escadre.
Adolf Galland prit le 20 août le commandement de son escadre, la JG 26, dont il fit rapidement l'escadre la plus efficace et la plus appréciée de ses protégés, les bombardiers, qu'elle était souvent chargée (comme les autres JG) d'escorter contre la chasse britannique.
Parler d'escadrille au lieu d'escadre est une erreur récurrente, due sans aucun doute à une erreur de traduction. En effet, comme nous l'avons vu plus haut, une « escadrille » en français est l'équivalent d'une Staffel, là où Geschwader doit impérativement être traduit par « escadre ».
Lors de la bataille d'Angleterre, trois Luftflotten (sur cinq) sont engagées :
- la Luftflotte 2 du Generalfeldmarschall Albert Kesselring, basée dans le Nord-Est de la France, en Belgique et aux Pays-Bas avec son quartier général à Bruxelles; dans laquelle fut inclus le Groupo Aero Italiano envoyé par Mussolini ;
- la Luftflotte 3 du Generalfeldmarschall Hugo Sperrle, basée dans l'Ouest de la France (de Paris à Brest) avec son quartier général à Paris;
- la Luftflotte 5 du Generaloberst Hans-Jürgen Stumpff, basée au Danemark et en Norvège avec son quartier général à Oslo.

Au moment d'entamer les opérations, les trois Luftflotten totalisaient huit Jagdgeschwader, trois Zerstörergeschwader, trois Stukageschwader et huit Kampfgeschwader, soit entre 2 500 et 3 000 avions si l'on prend en compte les avions de reconnaissance.

## Le déroulement de la bataille d'Angleterre
On peut globalement distinguer trois phases durant cette bataille :
- Le bombardement des convois britanniques (début juillet 1940 - début août), appelé « Kanalkampf » (Combat dans la Manche) par les Allemands[15] ;
- La tentative de destruction de la RAF (du 13 août au 7 septembre 1940) ;
- Les bombardements de Londres et des grandes villes à partir du 7 septembre, connus sous le nom de « Blitz » (éclair) qui se poursuivirent jusqu'au 21 mai 1941.

### Combats dans la Manche
Durant la première phase, l'aviation allemande se consacra à l'attaque des convois de ravitaillement britanniques. Cette tactique avait pour but d'isoler le Royaume-Uni et de forcer les appareils de la RAF au combat. Les forces allemandes occupent les Îles Anglo-Normandes dès le 30 juin 1940, les seuls territoires britanniques qu'ils conquerront.
D'un autre côté, à partir de juin 1940, les Allemands sont maîtres des côtes atlantiques du continent européen avec leur flotte sous-marine. Ce mois constitue un nouveau record pour l'Allemagne qui détruit 585 000 tonnes de navires marchands alliés. En juillet, les U-Boote s'installent à Brest, La Rochelle, Lorient et Saint-Nazaire pour un accès direct à l'Atlantique.
Le 4 juillet la Luftwaffe attaquent le Port de Portland; 33 bombardiers en piqué Stuka du StG2 coulent le navire anti-aérien HMS Foylebank (en) à quai et attaquent le Convoi OA 178 (en) de 14 navires au large coulant les cargos SS Dallas City, Kolga (estonien), et les néerlandais Britsum et Deucalion. Le paquebot britannique Aeneas, le navire le plus lourd du convoi (10058 t), est également coulé par des bombardiers de la Luftwaffe,. 

Le 10 juillet les Allemands envoient 70 avions dans un raid sur des docks dans le sud du Pays de Galles. Pour les Britanniques, c'est le premier jour de la bataille d'Angleterre.

Le 12 juillet l'aviation allemande fait un raid sur Aberdeen (faisant 60 victimes) et sur Cardiff. Des Hurricanes détruisent 4 bombardiers allemands attaquant un convoi hors de la côte de Suffolk.

Le 23 juillet le sous-marin mouilleur de mines HMS Narwhal est attaqué et coulé par un Dornier Do 17 en mer de Norvège

Le 25 juillet les avions de la Luftflotte 2 attaquent avec acharnement les convois dans le Pas de Calais. Ils sont aidés par les forces navales légères allemandes (Schnellboote). Les Britanniques perdent 11 navires sur 21 dans un convoi de charbon. Le lendemain l'amirauté britannique ordonne qu'aucun bateau ne passe le détroit de Douvres durant la journée. 

Le 27 juillet la Luftflotte 2 de Kesselring coule à Douvres le destroyer britannique HMS Codrington (en) (par un raid de six Bf109 Jabo), au large d'Aldeburgh le destroyer britannique HMS Wren (D88) (en) (par un raid de 15 stukas) et en endommagent un dernier. Tous les destroyers britanniques sont retirés de Douvres vers Portsmouth. C'est une réussite significative pour la Luftwaffe qui va pouvoir dominer la Manche durant les heures de la journée.

Le 29 juillet le destroyer britannique HMS Delight (H38) (en) est coulé de jour dans la Manche par des Stukas et toute la moitié Est de la Manche est placée hors des limites des destroyers de la Royal Navy en journée. 

Le 30 juillet les bombardiers allemands attaquent des navires entre l'estuaire de la Tamise et de Harwich.

En Angleterre, le rendement de production d'avion de chasse pour juillet est supérieur à 50 % au-dessus du chiffre à atteindre. Depuis le 1er mai, 1200 avions de chasse ont été produits. C'est plus que ce qui a été fait en Allemagne et la RAF a donc, malgré des pertes importantes, désormais l'avantage numérique sur la Luftwaffe.
Le 3 août des Whitley du RAF Bomber Command visent les raffineries de Dusseldorf et de Mannheim, dans le bassin industriel de la Ruhr.
Le 8 août les Allemands perdent 31 avions et la RAF 20. Dans l'ensemble, les pertes sont moins favorables pour la Luftwaffe. Entre le 1er août et le 10 la Luftwaffe perd 62 avions contre 27 pour la RAF. le 11 août lors des raids aériens sur Weymouth et Portland, la RAF perd 32 avions et la Luftwaffe 38.
Le 12 août il y a des raids allemands sur Portsmouth et les aérodromes britanniques dans le Kent à Manston, Lympne et Hawkinge. La station radar de Ventnor est attaquée et endommagée la mettant hors d'usage durant deux semaines. Les pertes du jour sont de 22 pour les Britanniques et de 31 pour les Allemands.

### Attaques aériennes sur le sol Britannique
Après un mois d'attaque des convois peu efficace par la Luftwaffe (1 % du tonnage sous pavillon britannique coulé), l'état-major allemand décida d'affronter directement la RAF sur son sol. Pour ce faire, c'est la phase initiale de l'opération Seelowe, l'attaque des aérodromes militaires britanniques et des usines de l'industrie aéronautique fut ordonnée. Cette période démarra le 13 août 1940, jour baptisé Adlertag (Jour de l'Aigle), le mauvais temps ayant repoussé d'un jour le déclenchement des opérations.
L'objectif allemand est de dégager le ciel du sud de l'Angleterre en moins de quatre jours et, alors, d'éliminer complètement la résistance de la RAF en moins de quatre semaines. Les événements du jour de l'aigle sont fortement en faveur de la RAF. Les Allemands font environ 1500 sorties aériennes, dont 1000 par des avions de chasse, et les Britanniques environ 700 sorties exclusivement par des avions de chasse. Les Allemands perdent 45 avions, les Britanniques seulement 13 et dont 6 pilotes qui sont capables de retourner dans leur unité et de reprendre de nouvelles machines.
Le 14 août le temps est moins bon pour voler, et la Luftwaffe se limite elle-même à des opérations de petite taille qui incluent des raids sur Hastings et Southampton. Environ 500 sorties sont faites de chaque côté. La RAF perd 8 avions et les Allemands 19.
Le 15 août, persuadé que la RAF avait perdu près de 300 appareils (soit la moitié de son effectif théorique) et que les avions basés dans le nord du Royaume-Uni avaient été déplacés plus au sud, la Luftwaffe lance dans la bataille sa Luftflotte 5, basée en Norvège et au Danemark. Les pilotes allemands feront 1800 sorties, le plus grand nombre qu'ils accompliront durant la période, et la RAF presque 1000. Les attaques de Kesselring et de Sperrle dans le nord de la France sont rejointes selon les accords du plan, par les forces de Stumpff de Norvège et du Danemark qui envoient des attaques contre des cibles dans le nord-est de l'Angleterre. Les distances sont tellement grandes que les Bf109 ne peuvent pas couvrir toute la zone tandis que les Bf110 qui sont envoyés comme escorte doivent être équipés de réservoirs supplémentaires au lieu des mitrailleuses arrière ce qui réduit encore plus les possibilités au combat. La luftwaffe devait attaquer des objectifs en Écosse et dans les Midlands, mais les chasseurs de la RAF étaient toujours là et infligèrent des pertes sévères (20 %) à la force d'attaque. La Luftflotte 5 fut retirée de la bataille et ses appareils furent envoyés en renfort pour les Luftflotten 2 et 3. Le 15 août étant un jeudi, il fut appelé « Jeudi noir » par la Luftwaffe. À la fin de la journée et dans l'ensemble, la RAF aura perdu 34 avions et les Allemands 75. Plusieurs aérodromes de la RAF ont été endommagés, mais pas assez sérieusement pour empêcher de rapides réparations.
Le 16 août la Luftwaffe fait 1715 sorties et la RAF 776. Lors des combats, les Allemands perdent 46 avions et les Britanniques 21 dans les airs et sur terre. Parmi les cibles attaquées par les Allemands plusieurs sont des aérodromes du Fighter Command et ceux-ci sont très endommagés.
Le 17 août la RAF fait un raid aérien contre les usines d'armement de Leuna. Bien qu'à ce stade de la guerre la RAF veuille toucher seulement les cibles militaires, elle ne peut pas réaliser des bombardements de nuit avec exactitude. À l'issue, Adolf Hitler proclame le blocus total des îles britanniques et crée une "zone d'opérations" autour: Tous les navires, même neutres, tentant de pénétrer dans cette zone seront coulés sans sommation.
Le 18 août est le jour le plus terrible pour les deux camps qui enregistrèrent alors le plus de pertes. Les pertes de bombardiers en piqué Ju-87 Stuka furent telles que l'état-major allemand décida de les retirer en attendant des jours meilleurs. Les Allemands perdent 71 avions tandis que les Britanniques en perdent 27.
Le 19 août l'artillerie allemande bombarde un convoi côtier, près de Douvres, pendant 80 minutes sans réussir à couler un navire. Dans la soirée, les canons bombardent la ville de Douvres. Un canon britannique de 14 pouces fait de même, c'est un des premiers duels d'artillerie parmi tant d'autres à travers la Manche.
Le 23 août au large des côtes écossaises, un hydravion allemand He115, armé de torpilles, coule 2 navires marchands et en endommage un troisième.
Le 24 août, après une accalmie de cinq jours dus au mauvais temps, les Allemands reprennent les opérations aériennes. Leurs bombardiers sont maintenant très bien escortés et il est en conséquence très difficile pour les avions de chasse britanniques de les abattre. Le petit aérodrome de Manston est tellement endommagé qu'il ne peut plus être utilisé. Il y a aussi de désastreuses attaques sur Portsmouth. Les pertes pour la journée sont de 38 pour les Allemands et de 22 pour les Britanniques. Durant la nuit, les Allemands continuent leurs efforts, envoyant 170 bombardiers sur diverses missions. Il se produit alors un évènement qui changea le cours de la bataille. Un bombardier Heinkel He 111, croyant attaquer la raffinerie de Thameshaven, largua ses bombes par erreur sur Londres, un objectif qui ne devait être attaqué que sur l'ordre personnel de Hitler. En représailles, dans la nuit du 25 août 1940, la RAF parvint à lâcher quelques bombes sur Berlin. Hitler se lança dans une diatribe contre les Britanniques « S'ils bombardent nos villes, nous raserons les leurs, s'ils lâchent des centaines de bombes nous en lâcherons des milliers ». Le bombardement de Berlin fut un échec personnel pour Göring qui avait juré que « Si une bombe tombe sur Berlin, vous pouvez m'appeler Maier » (expression courante en allemand pour dire que quelque chose n'arrivera pas). Hitler modifia sa stratégie et décida de bombarder les populations civiles des villes britanniques — et plus particulièrement de Londres — en guise de représailles.

### Bombardements sur Londres

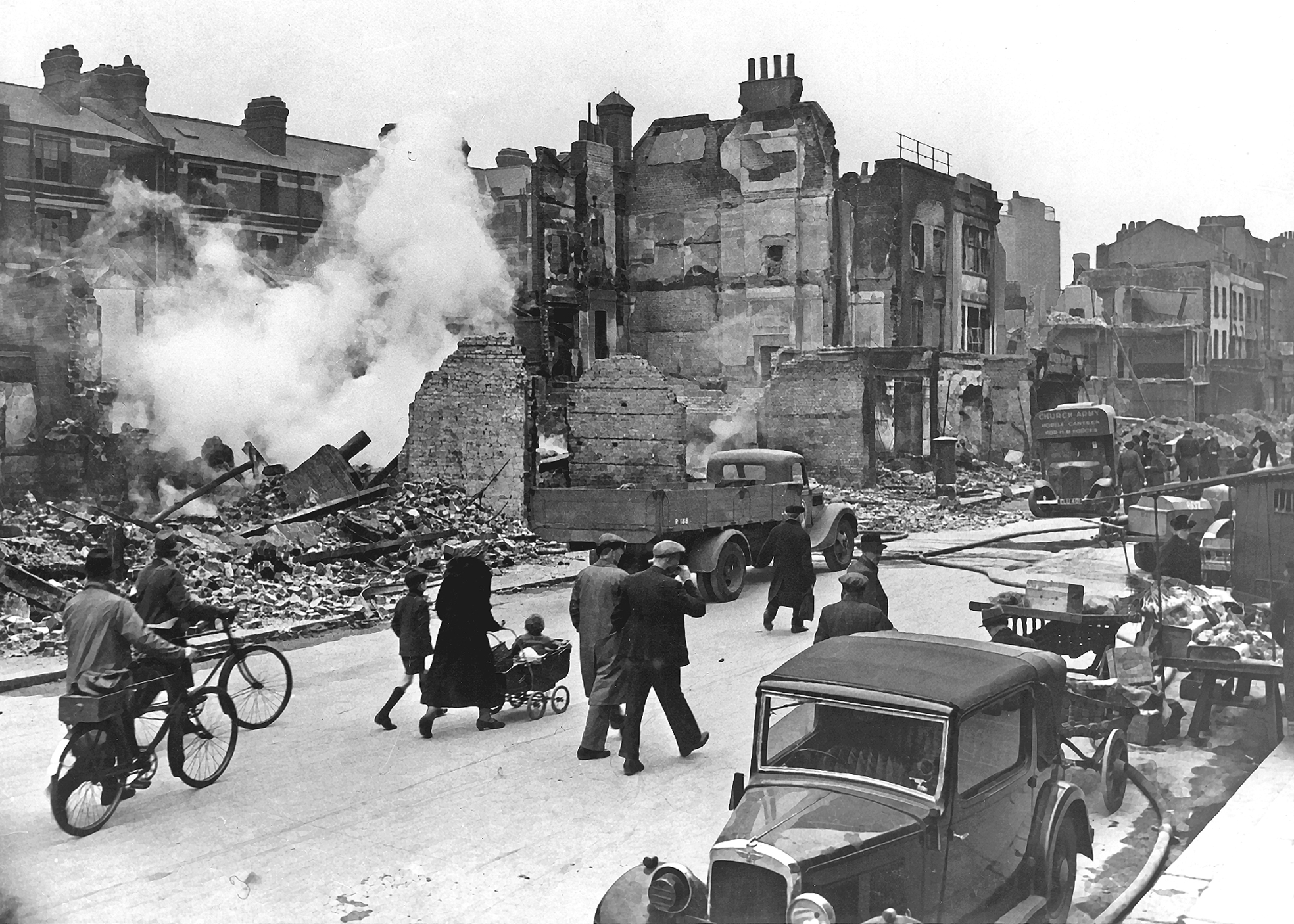
Londres endommagée par les bombardements.

Le 7 septembre, un raid de plus de 100 bombardiers escortés par près de 400 chasseurs fut envoyé sur Londres. Croyant que la cible de ce raid était en fait les aérodromes de la RAF, le contrôle au sol britannique laissa les chasseurs de la RAF couvrir ceux-ci, ce qui laissa le champ libre aux bombardiers allemands. Ce changement permit à une RAF au bord de la rupture de souffler. En faisant peser le poids de l'offensive sur les populations civiles, les Allemands permettaient à la RAF de se reconstituer.
Le 15 septembre, un raid massif fut envoyé sur Londres. Dans son poste de commandement, Hugh Dowding vit les cartes se remplir de symboles représentant les ennemis en approche. Il demanda si tous les avions étaient en l'air et on lui répondit par l'affirmative. À sa question sur l'existence de réserves, on répondit de façon négative. Au même moment, au quartier général du 11e groupe à Uxbridge, Winston Churchill suivait les événements en compagnie du vice-maréchal de l'Air Keith Park dans la salle des opérations.

« Bientôt, les ampoules rouges indiquèrent que la majorité de nos escadrilles étaient engagées. […] En peu de temps toutes nos escadrilles étaient engagées, et quelques-unes rentraient déjà pour faire leur plein d'essence. Elles étaient toutes en l'air. La rangée inférieure d'ampoules était complètement éteintes. Nous n'avions plus une seule escadrille en réserve. À ce moment, Park appela Dowding à Stanmore, pour lui demander de mettre à sa disposition trois escadrilles du 12e groupe de chasse, pour le cas où une nouvelle attaque d'envergure se produirait pendant que les escadrilles étaient en train de refaire le plein de munitions et de carburant. Ainsi fut fait. […] Jusque là, j'avais observé en silence, mais je demandai alors “Quelles autres réserves nous reste-t-il ?”. “Aucune”, me répondit le vice-maréchal de l'Air Park »

— Winston Churchill, Mémoires de guerre -- 1919-1941, tome 1, Paris, Tallandier, p. 386-387. Retraduction par F. Kersaudy, 2009.
À cette heure, plus de 370 avions britanniques couvraient Londres. À la fin de la journée, les Britanniques avaient perdu près de 28 avions, les Allemands 56 (ce qui est un très bon résultat pour la RAF). Ce résultat explique que le 15 septembre reste dans les mémoires comme le « Battle of Britain Day », le jour de la bataille d'Angleterre. On peut dire que cette deuxième phase de la bataille prit fin dans le courant du mois d'octobre.
À ce moment, l'opération Seelöwe d'invasion de la Grande-Bretagne fut ajournée sine die et l'effort allemand contre le Royaume-Uni s'amenuisa. Les bombardements de villes britanniques continuèrent néanmoins, mais avec une intensité généralement moindre, jusqu'au printemps de 1941, quand Hitler ramena le gros de la Luftwaffe vers l'est en prévision de l'invasion de l'Union soviétique. Toutefois, quelques bombardements importants eurent encore lieu sur les villes britanniques, notamment au début du mois de novembre avec les attaques sur Coventry, Birmingham et Wolverhampton par exemple.
Les bombardiers allemands infligèrent à Londres les plus grands dégâts que la capitale britannique ait subis depuis le grand incendie de 1666.

## Analyses et débats

### Le débat stratégique auFighter Command
En 1939, Hugh Dowding rechigne à envoyer des avions de chasse pour soutenir l'armée française, pressentant la future bataille d'Angleterre. En réponse à une requête du gouvernement français de fournir un support aérien de 10 escadrons de combat, le commandant en chef du RAF Fighter Command insista sur le fait que ceci épuiserait sévèrement les défenses britanniques. Ainsi, seuls quatre escadrons de Hawker Hurricane furent relocalisés en France, préservant les Spitfire pour la défense du territoire britannique. Cependant, après l'arrivée du quatrième escadron le 10 septembre 1939 deux escadrons les rejoignirent. En mai de l'année suivante, trois escadrons renforcèrent le dispositif car le Blitzkrieg allemand se déployait. Le 13 mai 1940, les dix escadrons requis furent opérationnels sur le sol français. Au 17 mai 1940, fin de la première semaine de combat en France, seulement trois des escadrons étaient encore pleinement opérationnels.
La stratégie des « petits paquets » que Hugh Dowding préconisa pour la RAF face à la chasse allemande est assortie de l'emploi tactique des Spitfire contre les chasseurs à croix gammée (désignés « Bandits ») et des Hurricane, plus lents, contre les bombardiers de Goering, ce qui permit d'éviter l'anéantissement des forces aériennes qui était l'objectif de la Luftwaffe pendant les deux premières phases de la bataille (Kanalkampf et attaque des terrains d'aviation). Les WAAF, Women's Auxiliary Air Force, furent employées 'en première ligne' aux bases aériennes et aux stations radar, y compris celles près de la Manche. Pour convoyer les avions de chasse sur les terrains d'aviation d'Angleterre, les pilotes civiles du Air Transport Auxiliary (ATA), parmi lesquels plusieurs femmes (166 à la fin de la guerre, mais une trentaine pendant la bataille) furent très judicieusement employées, afin de remplacer les pertes selon un flux très tendu du fait des difficultés de production aéronautique ressenties sur les îles Britanniques. Les ATA n'avaient pas de formation de combat et les avions neufs n'étaient pas encore munis d'armes ni de radio.
Mais un débat virulent animait les Air Chief Marshals au QG de Stanmore concernant la stratégie d'attrition. Les partisans d'une autre méthode finirent par l'emporter à force de critiques formulées à l'encontre de Dowding : sous l'influence de Trafford Leigh-Mallory en chef de file, l'Air Chief Marshal Charles Portal, doit nommer Sholto Douglas en octobre 1940 ; le nouveau responsable amplifia la taille des escadrons de chasse, appliquant cette stratégie diamétralement opposée à celle de Hugh Dowding : Big Wing (en). Dowding n'était donc plus en charge au moment du Blitz. Dowding fut écarté par cette autre faction et une mission liée à l'industrie de l'armement aux États-Unis tint lieu de placard jusqu'en 1942.
Les historiens considèrent que la stratégie d'attrition tenue par Dowding a permis à la RAF de tenir le choc sur la durée, et donc de réduire les espoirs d'invasion nazis pour la phase de débarquement. Seelöwe a donc été abandonnée, les bombardiers Heinkel et Dornier se concentrant désormais sur les bombardements de masse sur Londres.

### Les causes de l'échec allemand
L'échec allemand s'explique par de nombreuses raisons :
- Les communications allemandes étaient déchiffrées par l'appareillage Ultra qui offrait des informations inestimables aux Britanniques concernant les intentions de l'ennemi.
- La sous-estimation de l'importance du radar, véritable œil de la RAF. Des stations radar ont été ponctuellement attaquées, mais elles étaient remises en fonctionnement assez vite.
- Des défaillances criantes des services de renseignement allemands qui ont surestimé les pertes britanniques et commis de grosses erreurs dans l'identification des bases de chasseurs britanniques : même fin août, les Allemands continuent d'effectuer des raids sur des terrains d'entraînement ou de la défense côtière.
- Un changement constant d'objectifs : les navires d'abord, puis les bases aériennes et les usines, et enfin les villes.
- L'obstination de Hitler et Göring à vouloir raser Londres[note 4].
- Les pertes subies par la Luftwaffe lors de la campagne de France : 20 % des Messerschmitt 109 alignés en avril 1940 avaient été abattus, tuant aussi de nombreux pilotes bien formés. C'est un point majeur qui a permis, grâce à la pugnacité des pilotes alliés, d'affaiblir la Luftwaffe au bénéfice de la RAF qui a reconnu ce fait.
- La faible autonomie du Messerschmitt 109, qui ne lui permettait pas d'escorter suffisamment longtemps les attaques des bombardiers. La version « F » équipée de réservoirs largables arriva trop tard. Le seul vrai chasseur à long rayon d'action, le Messerschmitt 110, était quant à lui trop peu manœuvrant.
- Le rayon d'action trop faible des bombardiers allemands qui ne leur permettait pas de voler jusqu'au nord de la Grande-Bretagne pour détruire les usines écossaises qui fabriquaient les Spitfire et les Hurricane .
- Le manque d'initiative laissé aux pilotes allemands. Même si, globalement, la Luftwaffe possédait plus de pilotes expérimentés que la Royal Air Force grâce au savoir-faire acquis en Espagne et Pologne (l'as des as allemand Helmut Wick a abattu 53 avions, le sergent Josef František, pilote tchèque volant au sein de la 303e escadrille de chasse polonaise de la RAF, en a abattu 17), elle perdait une partie du bénéfice de cette expérience à cause de la tactique pénalisante que représentait l'escorte des bombardiers qui privait les pilotes de leur totale liberté de manœuvre. En outre, la RAF disposait de pilotes entraînés correctement, alors que, si la Luftwaffe disposait aussi de pilotes émérites, beaucoup étaient entraînés sommairement. D'autre part, les pilotes de la Luftwaffe vivaient sous une discipline pénalisante pour la santé, plus que les pilotes de la Royal Air Force qui, eux, disposaient, par exemple, de plus de jours de permission que les Allemands, ce qui leur permettait une récupération physique suffisante pour continuer le combat dans de meilleures conditions que leurs adversaires.
- Le lieu des combats : les pilotes allemands qui abandonnaient leur avion abattu en sautant en parachute étaient, au mieux, faits prisonniers, mais perdus pour le combat, tandis que les pilotes britanniques et alliés qui sauvaient leur vie en se parachutant au-dessus de l'Angleterre pouvaient retourner au combat. Petit à petit, le facteur humain s'améliora ainsi en faveur de la Royal Air Force.

Le bilan humain et matériel de la bataille d'Angleterre est lourd : 30 000 morts, dont beaucoup de civils, et 2 millions de foyers détruits. Les chiffres officiels concernant les avions de combat avancent environ 900 avions perdus côté britannique contre environ 1 700 pour les Allemands. Cependant, du côté britannique, n'est pas reprise la perte de nombreux appareils d'entraînement, de secours, de réserve ou rendus obsolètes par l'usure au combat, ainsi que les appareils civils. Si on inclut tous ceux-ci, on peut raisonnablement parler d'un total de 1 200 avions de la Royal Air Force détruits, mais ce dernier chiffre n'est pas à considérer dans la comparaison car il ne s'agit pas exclusivement d'avions de combat alors que c'était le cas pour les 1 700 avions allemands détruits. Ce chiffre des pertes allemandes semble assez complet et précis, s'agissant exclusivement d'avions de combat bien répertoriés par la Luftwaffe dans des statistiques qui ont été conservées.

### La suite de la guerre aérienne et les pilotes belges et français
Dans la suite, après la bataille d'Angleterre, la Grande-Bretagne vit affluer des volontaires de nombreux pays occupés et plusieurs escadrilles françaises et belges furent formées autour du noyau de pilotes rescapés de la bataille d'Angleterre.
Le roi Léopold III étant prisonnier en Belgique, le gouvernement en exil commanda l'effort de guerre belge durant toute la guerre. Ainsi, le Congo belge apporta à l'aviation 250 000 livres sterling financées par les productions coloniales de guerre. Cette somme servit à financer l'achat de 50 Spitfire, contribuant à équiper trois escadrilles belges en Angleterre, les 350e, 650e et la 349e d'abord engagée en Afrique. Parmi les chefs des escadrilles belges, mais aussi britanniques, Raymond Lallemant, à la 609e escadrille, était le spécialiste des attaques contre les chars et contre l'artillerie anti-aérienne (flak), et Leboutte à la tête de Mosquito, bombardiers légers, attaquait en rase-motte. Parmi les autres Belges commandants d'escadrille, dont certains à la tête de pilotes britanniques, on cite, entre autres, Jean Offenberg, déjà victorieux dans les derniers combats aériens de l'aviation belge de 1940, Daniel le Roy du Vivier et Michel Donnet (pilote évadé de Belgique sur un avion volé avec un autre pilote belge, Divoy). En tout, à la fin de la guerre, 1 250 Belges (en comptant le personnel au sol) ont servi en Angleterre, dans la Royal Air Force, mais aussi dans la South African Air Force, où ils combattirent avec des avions de type Boston et Marauder pour ensuite passer en Angleterre et y rejoindre les autres escadrilles belges et combattre sur différents types d'appareil, notamment Spitfire, Tempest (en 1944), Tomahawk. Enfin, certains ont servi dans des bombardiers britanniques et 220 dans l'aviation américaine.
La Royal Air Force ouvrit une école pour les pilotes belges et français, la French-Belgian School d'Odiham, dans l'Hampshire. Les cours avaient pour but de former les pilotes chevronnés aussi bien que les novices à la terminologie anglaise et au langage de commandement de la Royal Air Force. Les pilotes français devaient également changer leurs réflexes sur la manette des gaz : en France, ils tiraient vers eux la manette pour augmenter les gaz ; en Angleterre, il fallait pousser la manette. Les Français libres sous le commandement du général Martial Valin, eurent trois escadrilles, les 340e (Groupe de chasse Île-de-France), 341e (Groupe de chasse Alsace) et 342e (Groupe de bombardement Lorraine). Parmi les as français, Pierre Clostermann, est l'as des as français, totalisant 33 victoires acquises sur Spitfire, puis sur Tempest, aussi bien contre des chasseurs allemands que contre des bombardiers.

### Débat sur l'importance du radar britannique
De plus, bien que les succès offerts par le radar soient indéniables, il convient de les démythifier et les ramener à leur juste valeur. La plupart des communications allemandes étaient déchiffrées, dès 1940, par le projet Ultra des Britanniques. Ce système tint ainsi ceux-ci au courant des difficultés des Allemands, de leur manque d'objectif réel ainsi que des cibles et de la composition des raids de bombardiers et de chasseurs du Reich. En fait, ce système offrit des informations inestimables aux Britanniques concernant les intentions de l'ennemi. Il permit bien plus d'interceptions que le radar, arme « miracle » des Alliés, mais il fut tenu secret pour ne pas révéler aux Allemands que leurs communications n'étaient plus sûres. Les succès furent ainsi attribués en premier lieu au radar, vision encore transmise de nos jours par certains historiens[Lesquels ?][non neutre]
Il semble que seuls Hugh Dowding et Keith Park étaient au courant de l'existence du système Ultra,,.

## Anecdote
Mort le 17 mars 2025 à l'âge de 105 ans, Paddy Hemingway, pilote d'Hawker Hurricane, est le dernier soldat survivant connu de la bataille d’Angleterre.